# Marta Tomac
Marta Tomac, född 20 september 1990 i Zagreb i Kroatien, är en norsk-kroatisk handbollsspelare (mittnia).

## Klubblagsspel
Tomac växte upp i Trondheim i Norge och började spela för Utleira men kom 16 år gammal till Selbu IL där hon spelade till 2010. Hon hade då stått för 143 mål i elitserien och kom tvåa i skytteligan, och valde en proffsklubb i Danmark SK Aarhus. Hon stannade bara där i ett år. Hon spelade sedan för Byåsen IL i hemstaden i fyra säsonger. Sedan 2015 spelar hon för Vipers Kristiansand. I maj 2017 skadade Tomac knäet. Hon skulle ha spelat slutspelsfinalen mot Larvik men avbröt själv i uppvärmningen. Det visade sig att hon hade en korsbandsskada och fick istället ägna sig åt rehabilitering. Drygt ett år senare kom hon tillbaka till handbollen.  

## Landslagsspel
Tomac är uppväxt i Norge, men debuterade som 12-åring för det kroatiska flicklandslaget. För Kroatien spelade hon U17-EM 2007 och U20-VM 2010. Hon fick sedan spela 11 matcher för det kroatiska A-landslaget 2008–2010, bland annat under kvalet till EM 2010.
Hösten 2015 bytte hon medborgarskap och debuterade den 26 november 2015 i det norska A-landslaget under en träningsturnering mot Ryssland, och blev senare uttagen till VM 2015. Tomac var med och blev världsmästare 2015 i Danmark och sedan Europamästare 2016 i Sverige. Hon tillhörde truppen till EM 2020 i Danmark och ersatte Veronica Kristiansen i truppen i matchen mot Ungern, men ersattes sedan i sin tur av Kristiansen till finalspelet.
Vid OS 2020 i Tokyo var Tomac med och tog bronsmedalj.

## Privatliv
Tomac är dotter till Željko Tomac, som är assisterande tränare för Norges herrlandslag sedan 2017. Hösten 2012 började hon studera ekonomi och administration vid NTNU Handelshögskolan.